# Grube Prinzessin Auguste Carolina
Die Grube Prinzessin Auguste Carolina oder auch Auguste Caroline war ein Blei- und Silberbergwerk im Oberharzer Gangerzrevier. Sie lag westlich der Wildemanner Straße (L 515) und der Innerste am Bergfestplatz in der Nähe des heutigen Kurparks von Lautenthal, einem Stadtteil von Langelsheim.
Unklar ist, ob die Welfenprinzessin Auguste Karoline von Braunschweig-Wolfenbüttel Namenspatronin war, da sich deren biographische Daten nicht ganz mit der Entstehung des Bergwerkes decken.

## Geologie
Die Grube Prinzessin Auguste Carolina baute auf das Bromberger Erzmittel des Lautenthaler Gangzuges, einer hydrothermalen Gangstruktur im nordwestlichen Oberharz. Der Gangzug war im Bereich der Bergstadt Lautenthal über eine streichende Länge von fast zwei Kilometern und stellenweise bis in eine Teufe von über 600 Metern bauwürdig mit sulfidischen, silberhaltigen Blei- und Zinkmineralien vererzt. Die Erzmittel lagen in einer Aufblätterungszone zwischen dem Bromberger Schacht im Westen und der Grube Herzog Ferdinand Albrecht im Osten. Das Bromberger Erzmittel war durch eine etwa 100 Meter lange Vertaubungszone direkt unter dem Bett der Innerste vom Lautenthaler Erzmittel unter dem Kranichsberg getrennt.

## Geschichte und Technik

### Vorgängerbergbau
Der Bergbau in Lautenthal begann urkundlich um das Jahr 1530 herum. Es muss aber davon ausgegangen werden, dass bereits früher im Mittelalter die Gangausbisse am Kranichsberg aufgesucht wurden, um oberflächennah anstehende Silbererze zu gewinnen. Unweit der späteren Grube Prinzessin Auguste Carolina baute die 1533 erstmals erwähnte Grube Gnade Gottes am Bramberge auf dem Bromberger Erzmittel.

### Betrieb der Grube Prinzessin Auguste Carolina von 1757 bis 1817
Die Grube Prinzessin Auguste Carolina wurde 1757 erstmals erwähnt, damals waren drei Bergleute mit dem Abteufen eines Schachtes beschäftigt. Für das Jahr 1759 ist eine Wochenförderung von 18 Tonnen Erz durch elf Bergleute belegt. Im Jahr 1764 hatte der Schacht bereits eine Teufe von 125 Metern erreicht, als ein zwei Meter mächtiges Erzmittel aufgeschlossen wurde. Die Förderung stieg auf 60 Tonnen in der Woche und die Belegschaft auf 43 Mann an.
Bei einer Schachttiefe von 157 Metern im Jahr 1768 nahm die Erzführung des Ganges ab. Es wurden im Zeitraum bis 1786 nur noch geringe und schwankende Mengen abgebaut, maximal bis 6 Tonnen/Woche. Die Anzahl der Beschäftigten ging wieder zurück. Ab 1786 wurden schließlich nur noch sporadisch Untersuchungsarbeiten durch zwei Bergleute durchgeführt. Die Teufe des Schachtes betrug 186 Meter. Von 1809 bis 1814 erfolgte eine Untersuchung des tieferen Gangteils im Grubenfeld Prinzessin Auguste Carolina durch eine Strecke vom Schacht Güte des Herrn aus.
Im Jahr 1817 wurde die Berechtsame von der auf der östlichen Seite des Innerstetals gelegenen Grube Lautenthalsglück übernommen, ohne dass dort jemals wieder ein Abbau begonnen wurde. Der Schacht selber blieb noch viele Jahre offen und wurde erst nach der vorläufigen Betriebseinstellung der Grube Lautenthalsglück im Jahr 1932 abgeworfen und verfüllt. 
Während der Untersuchungsarbeiten des westlichen Lautenthaler Gangzuges auf dem Niveau des Ernst-August-Stollens 1954 bis 1957 fuhr man auf dem Querschlag 500 W alte Baue der Grube Prinzessin Auguste Carolina an. Dabei wurde festgestellt, dass hier noch größere Mengen an Zinkblende stehengeblieben waren. Von einem Nachlesebergbau wurde jedoch abgesehen.

### Übersicht der Schächte, Stollen und Tagesöffnungen
| Name                              | Größte Teufe | Länge | Beginn | Ende     | Geographische Lage          | Anmerkungen                                                                          |
| --------------------------------- | ------------ | ----- | ------ | -------- | --------------------------- | ------------------------------------------------------------------------------------ |
| Prinzeß Auguste Caroliner Schacht | 186 m        |       | 1757   | 1814     | 51° 52′ 2″ N, 10° 16′ 53″ O | 1932 verfüllt. Das Schachtgebäude befindet sich heute im Oberharzer Bergwerksmuseum. |
| Tagesstollen                      |              |       | 1690   | vor 1780 | 51° 52′ 2″ N, 10° 16′ 58″ O |                                                                                      |

## Heutiger Zustand (2011)

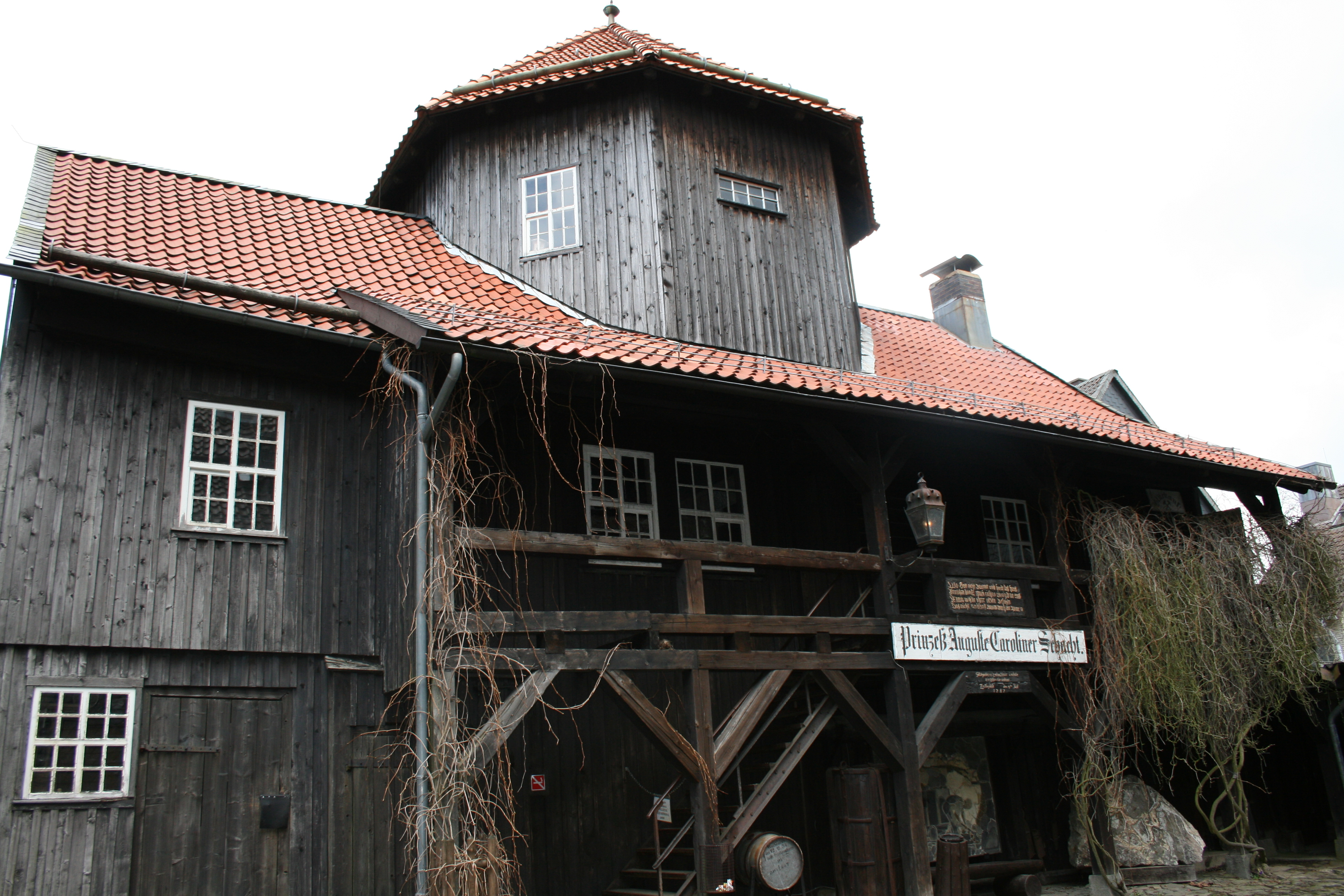
Gaipel vom Prinzeß Auguste Caroliner Schacht im Oberharzer Bergwerksmuseum

Die Tagesanlagen der Grube befanden sich am Bergfestplatz in der Nähe des Lautenthaler Kurhauses. Dort sind noch das vergitterte Mundloch des Tagesstollens sowie die Halde am Kurpark zu finden. Mitglieder des Bergwerks- und Geschichtsvereins Bergstadt Lautenthal von 1976 e. V. haben von 1988 bis 1989 die ersten Stollenmeter wieder hergerichtet und dort eine Schautafel, einen Förderwagen und einen Haspel aufgestellt.
Teile des ehemaligen Schachtgebäudes wurden um 1932 für den Aufbau des Schaubergwerkes im Oberharzer Bergwerksmuseum verwendet.